# Луций Атилий
 За трибун 311 пр.н.е. вижте Луций Атилий (трибун 311 пр.н.е.).  
Луций Атилий (на латински: Lucius Atilius) е политик на Римската република през края на 3 век пр.н.е. по време на втората пуническа война и на първата римско-македонска война.
Произлиза от плебейската фамилия Атилии. През 210 пр.н.е. той е народен трибун с колеги Марк Лукреций, Гай Арений и Луций Арений по времето на консулата на Марк Клавдий Марцел и Марк Валерий Левин.